# 磨坊广场
磨坊广场是法国普罗旺斯-阿尔卑斯-蓝色海岸大区罗讷河口省马赛的一个广场，位于马赛第二区。面积2.54公顷。

马赛老港地区地图

右图图示： 1. 遗迹花园 2. 马赛历史博物馆 3. 马赛交易所 4. 马赛奥斯定会教堂（Église des Augustins）5. 戴高乐将军广场（Place du Général-de-Gaulle） 6. 马赛歌剧院, 7. 马赛法院大楼（Palais de justice） 8. 圣尼古拉堡（Fort Saint-Nicolas）9. 法罗宫 10. 圣让堡 11. 马赛圣老楞佐堂（Église Saint-Laurent）12. 马赛市政厅 13. 儒勒·凡尔纳广场（Place Jules-Verne）14. 达维埃尔府邸（Hôtel Daviel）15. 圣母教堂（Église Notre-Dame-des-Accoules）16. 广场（Place de Lenche）17. 磨坊广场（Place des Moulins）18. 主宫医院 19.圣卡纳特堂 20. 老济贫院 21. 马赛主教座堂
磨坊广场这个名字来自于安装在这个高处的磨坊。在18世纪的雕刻上，可以数出大约十五个磨坊，现在仍然存在的磨坊有三个：其中两个磨坊在广场南侧，包含在房屋中；一个磨坊在广场东北侧，已被改建为28号住宅。

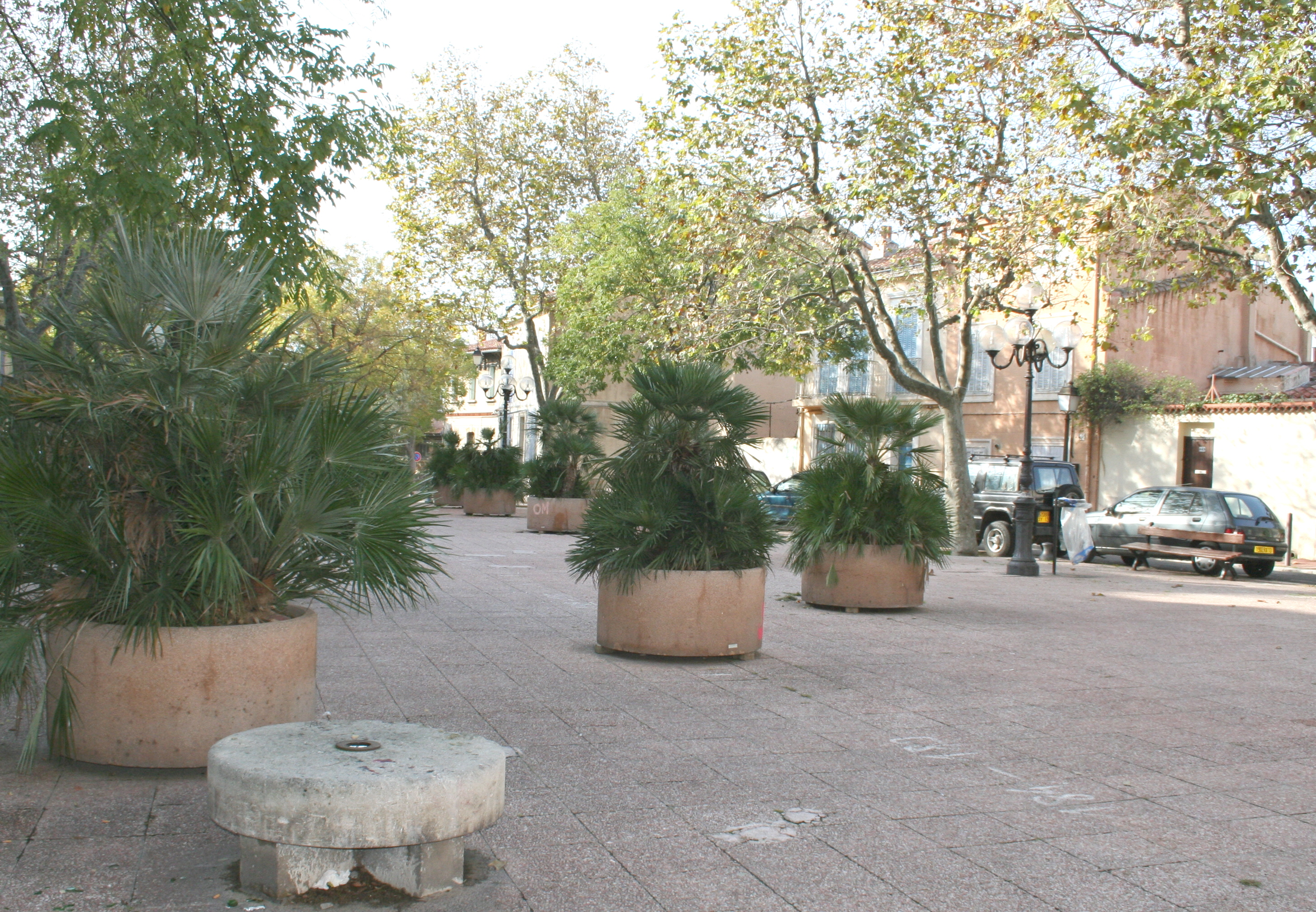